# Bahne
Bahne is een Deense warenhuisketen met 22 winkels, die kleding en accessoires, woondecoratie en klein witgoed verkopen. Het bedrijf werd in 1965 opgericht door het echtpaar Jørgen en Ellen Bahne Sørensen met de opening van hun eerste winkel in Slagelse. Het assortiment bestaat voornamelijk uit zelf geïmporteerde artikelen, die zij ook door verkoopt aan andere winkels. Bahne is eigendom van de broers Jacob en Troels Bahne, die beiden een 50% eigendomsbelang hebben.
Van 1971 tot 1991 was er een samenwerking met Paul Sinnerup. In 1991 werd dit deel afgesplits en ging verder onder de naam Bolighuset Bahne. In 2006 werd de naam van deze winkels gewijzigd in Sinnerup. 
De keten heeft filialen in Kopenhagen, Holbæk, Kalundborg, Næstved, Roskilde, Slagelse, Hellerup, Esbjerg, Vejle, Sønderborg, Odense, Horsens, Aarhus, Hjørring en Aalborg.